# Стиргел
Сти́ргел (болг. Стъргел) — село в Софійській області Болгарії. Входить до складу общини Горішня Малина.

## Населення
За даними перепису населення 2011 року у селі проживали 332 особи, з них 326 осіб (99,4%) — болгари.
Розподіл населення за віком у 2011 році:
Динаміка населення: